# Santa Isabel, Escuintla
Santa Isabel är en ort i Mexiko.   Den ligger i kommunen Escuintla och delstaten Chiapas, i den sydöstra delen av landet, 800 km sydost om huvudstaden Mexico City. Santa Isabel ligger 859 meter över havet och antalet invånare är 120.
Terrängen runt Santa Isabel är varierad. Runt Santa Isabel är det ganska tätbefolkat, med 111 invånare per kvadratkilometer. Närmaste större samhälle är Escuintla, 19,7 km väster om Santa Isabel. I omgivningarna runt Santa Isabel växer i huvudsak städsegrön lövskog.